# Felipe de Espinabete

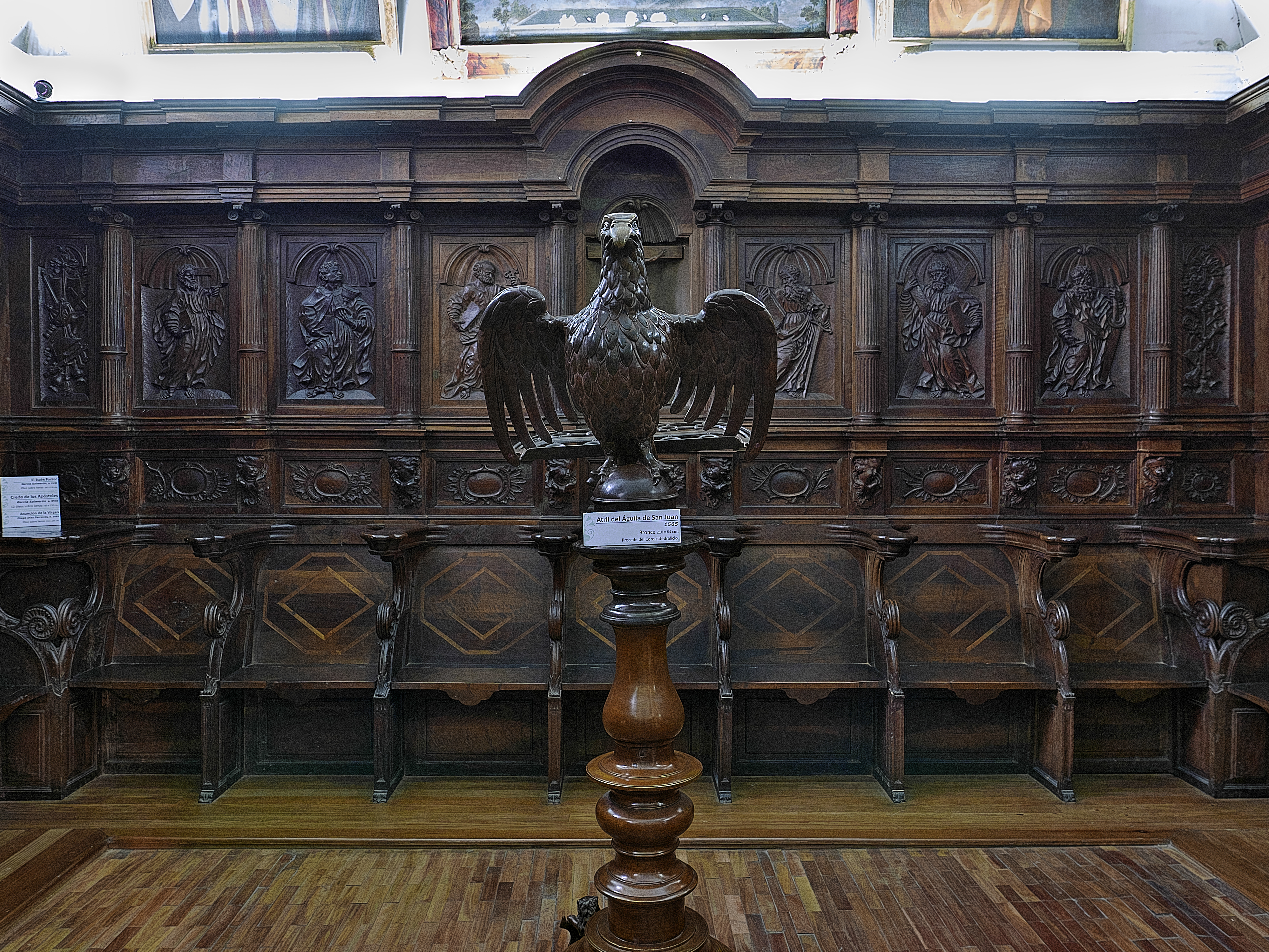
Sillería de la Iglesia del monasterio de San Benito el Real, Valladolid.

Felipe de Espinabete (Tordesillas (Valladolid), 1 de mayo de 1719 – Valladolid, 29 de agosto de 1799) fue un escultor español del tardobarroco castellano de la escuela vallisoletana.

## Biografía
Espinabete, cuya familia era de origen aragonés, residía desde varias generaciones anteriores en el barrio de Santa María de Tordesillas. Casó en su lugar de nacimiento con María Tejero en 1744, que le daría cinco hijos. Probablemente se iniciaría en el arte escultórico con el maestro maestro Antonio de Gautúa, que durante su etapa primera de formación, vivía y trabajaba en Tordesillas. Se trasladó a Valladolid con posterioridad a 1747 a aprender el oficio de escultor al taller de Pedro de Ávila, donde pasaría la mayor parte de su vida, uno de los dos centros importantes, junto con Madrid, en el arte de la imaginería barroca de Castilla. Fallecido su maestro siguió su aprendizaje con el también escultor y arquitecto Pedro de Sierra.
Su prestigio es reconocido al aparecer en el catastro de 1750 del marqués de la Ensenada con altos ingresos. Fallecido Pedro de Sierra, llegó a ser el más solicitado escultor de la escuela vallisoletana, consiguiendo en 1784 ingresar en la Real Academia de la Purísima Concepción de Valladolid y fue nombrado teniente de dibujo en 1787. No será hasta 1790, en que muerta su esposa, se traslada a Tordesillas, junto a un hijo sacerdote que vivía allí, acompañándole hasta su muerte en 1798, pasando de nuevo a Valladolid, al lado de su hijo escultor de profesión, Blas de Espinabete. Muere en el barrio de San Juan de Valladolid en 1799.

## Obra
Es conocido, sobre todo, por su especialización en escultura de cabezas cortadas, basándose en un principio, en la obra del asturiano de nacimiento, afincado en Madrid, Juan Alonso Villabrille y Ron, de gran naturalidad y realismo.
Son famosas sus cabezas degolladas, objeto de devociones privadas, de san Juan Bautista de la iglesia de San Andrés (Valladolid) y del convento de las Lauras, y de san Pablo en el mismo convento, en 1778. También son suyas las de la iglesia de Santo Domingo el Antiguo de Toledo. Se conserva un san Pablo en madera, marfil (dientes) y vidrio para los ojos en elmonasterio de Nuestra Señora de Prado (jerónimos), Valladolid. 
Hizo escultura procesional para diferentes cofradías de Tordesillas como los pasos sobre la Flagelación (1766) y de Jesús Nazareno (1768). En escultura de bulto redondo para retablos destacan su Arcángel san Miguel y su La Magdalena en el desierto. También un San Francisco de Paula para el Salvador y un san Francisco para la iglesia de san Andrés, además de un san Francisco de Asís y un san Luis Rey de Francia para el convento de San Francisco de Tordesillas.
También trabajó la sillería de coro como en el monasterio de San Benito el Real (benedictinos), Valladolid o en el monasterio de la Santa Espina y la sillería de la Sala Capitular de la catedral de Valladolid. En escultura no religiosa, se constata la realizada en piedra sobre los reyes leoneses Alfonso III y Alfonso VI situados sobre el arco de San Benito de Sahagún (León).
El estilo Espinabete es minucioso, donde pueden sobresalir los aspectos más dramáticos de sus personajes. Utiliza los pliegues ondulados. Su escultura es barroca, que pasado el tiempo toma influjos rococós y, ya en su etapa final, se nota influencia neoclásica con facciones más reposadas y abandono del pliegue a cuchillo.